# Ејџенси Вилиџ (Јужна Дакота)
Ејџенси Вилиџ (енгл. Agency Village) насељено је место без административног статуса у америчкој савезној држави Јужна Дакота.

## Демографија
По попису из 2010. године број становника је 181.
| Група             | 2000.    | 2010.     |
| Белци             | 0 (0,0%) | 11 (6,1%) |
| Афроамериканци    | 0 (0,0%) | 1 (0,6%)  |
| Азијати           | 0 (0,0%) | 0 (0,0%)  |
| Хиспаноамериканци | 0 (0,0%) | 4 (2,2%)  |
| Укупно            | 0        | 181       |